# パウロ・フェラーリ
パウロ・フェラーリ（Paulo Andrés Ferrari, 1982年1月4日 - ）は、アルゼンチン・ロサリオ出身の元サッカー選手、サッカー指導者。現役時代のポジションはディフェンダー。イタリア系アルゼンチン人。
2007年、親善試合のチリ代表戦でアルゼンチン代表に招集された。

## タイトル
リーベル・プレート
- プリメーラ・ディビシオン : 2007-08C

ロサリオ・セントラル
- プリメーラB・ナシオナル : 2012-13